# Tatort: Tödliche Häppchen
Tödliche Häppchen ist ein Fernsehfilm aus der Krimireihe Tatort. Der Film des Südwestrundfunks von Regisseur Josh Broecker mit Ulrike Folkerts und Andreas Hoppe als Ermittler Lena Odenthal und Mario Kopper aus Ludwigshafen am Rhein wurde am Sonntag, 1. Januar 2012, erstmals im Ersten ausgestrahlt.

## Handlung
In der Ludwigshafener Firma Metropol, einem Schlachtereibetrieb für Frischfleisch und Fertiggerichte, wird Steffi Pietsch von ihren Kolleginnen gemobbt. Sie lassen Maschinen, an denen sie arbeitet, zu schnell laufen oder zerschneiden ihr die Kleidung.
Auf der Heimfahrt von einem Polizeiball greifen die Kriminalhauptkommissare Lena Odenthal und Mario Kopper am Waldrand ein Mädchen auf. Es handelt sich um Lotte Pietsch, die ihnen auf dem Revier erzählt, dass sie erwacht sei und vergeblich nach ihrer Mutter Steffi und ihrer Katze gerufen habe. Daher sei sie unterwegs gewesen, um nach ihnen zu suchen. Am folgenden Morgen wird Steffi Pietsch tot unter einer Brücke gefunden. Es sieht nach Selbstmord aus, aber vom Tatort führen Reifenspuren weg. Odenthal und Kopper ermitteln. In der Wohnung der Toten ist deren Rechner verschwunden. Außerdem finden sie Medikamente und ein Rezept mit der Adresse des Psychiaters Dr. Schmitz-Gräter. Ein befragter Nachbar will weder etwas gesehen noch gehört haben. Auch eine Befragung von Pietschs geschiedenem Ehemann Richard Pietsch bringt keine neuen Erkenntnisse. Allerdings glaubt er nicht, dass seine Exfrau Selbstmord begangen hat. Letztmals habe er Steffi vor einer Woche am Kinderhort seiner Tochter gesehen. Pietsch ist in einer neuen Beziehung mit der Tanzlehrerin Claudia Kröger, die von seiner Tochter Lotte nicht besonders gemocht wird. Auch eine Befragung des Psychiaters bringt die Beamten nicht weiter, da dieser sich auf seine Schweigepflicht beruft.
Die Obduktion der Leiche von Steffi Pietsch ergibt, dass die junge Frau vor dem Sturz von der Brücke bereits tot gewesen und an einem Genickbruch gestorben ist. In der Firma Metropol befragen die Ermittler den Betriebsleiter Holger Hermanns. Ihm sind keine Probleme mit Frau Pietsch bekannt. Auch ihre Schichtleiterin Johanna Steinhäuser und ihre Kollegin sowie Freundin Elke Schmitz behaupten, dass es keine Probleme mit Steffi gegeben habe. Odenthal befragt Elke Schmitz noch einmal separat und erfährt, dass Steffi Pietsch angeblich ihren Mann Richard zurückhaben wollte und Claudia Kröger davon wusste.
Unter dem Vorwand, Tanzstunden nehmen zu wollen, geht Mario Kopper in die Tanzschule von Claudia Kröger, um mehr Informationen zu erhalten. Als Odenthal den Spind von Steffi untersucht, findet sie ein Stück der zerschnittenen Kleidung und darauf die Fingerabdrücke von Johanna Steinhäuser. Diese gesteht darauf das Mobbing und gibt unumwunden zu, dass Steffi in dem Schlachtereibetrieb nicht beliebt gewesen sei, da sie die Firma habe belasten wollen, weil sie nicht nur mit den Schlachtmethoden dort nicht einverstanden gewesen sei. Man habe deshalb Angst gehabt, seinen Job zu verlieren. Dazu passt, dass die Kommissare in Lottes Kinderhort erfahren, dass die Kinder ab und zu von der Metropol das Mittagessen geliefert bekommen haben. Dabei kam es zu einem Vorfall, bei dem einigen Kindern von dem Essen schlecht wurde und etliche von ihnen wegen einer Lebensmittelvergiftung ins Krankenhaus eingeliefert werden mussten. Auch Steffis Tochter Lotte war unter ihnen. Sie erfahren auch, dass Elke Schmitz Lotte gelegentlich vom Hort abgeholt habe. Mit einer richterlichen Verfügung wird der Psychiater von seiner Schweigepflicht entbunden, der darauf angibt, dass Steffi Pietsch an Depressionen wegen des Stresses auf der Arbeit gelitten habe.
Wie Odenthal weiter ermittelt, hat Steffi Pietsch mehrmals mit dem Tierarzt Dr. Rudolf telefoniert, dem Veterinär der Metropol. Laut seiner Aussage sei es dabei nur um die Impfung ihrer Katze gegangen, was Odenthal ihm aber bei der Länge, die die Telefonate hatten, nicht abnimmt. Pietsch war sehr aktiv beim sozialen Internet-Netzwerk Nogbook und hatte dort nahezu 1000 Freunde. Sie veröffentlichte dort Videos und kündigte in ihrem letzten Video etwas ganz Großes an, sobald sie 1000 Freunde habe. Der Kriminaltechniker Peter Becker kann sich mit Hilfe eines Passwortknackers des LKA auf Steffis Account bei Nogbook einloggen, sodass das Video, das die junge Frau veröffentlichen wollte, angesehen werden kann. Es zeigt, unter welch erbärmlichen Umständen die Schweine bei Metropol geschlachtet werden, wobei fraglich ist, ob das für eine Schließung des Betriebes ausreichend ist.
Kopper findet heraus, dass Claudia Kröger kein Alibi für die Tatzeit hat, da sie an dem betreffenden Abend die Tanzschule für einige Zeit verlassen hatte. Sie gesteht, dass sie gewusst habe, dass Richard sich wieder mit seiner Exfrau getroffen habe, und sie ihm deshalb bis zu deren Wohnung gefolgt sei. Richard gibt in seiner Befragung zu, dass er dort gewesen, aber wieder nach Hause gefahren sei, da ihm niemand die Tür geöffnet habe. Aus dem Augenwinkel habe er noch gesehen, wie Claudia zur Haustür gegangen sei.
Odenthal gelingt es, sich nachts bei Metropol einzuschleichen und zu filmen, wie Schlachtabfälle zusammen mit verwertbarem Fleisch in einem Kühlraum gelagert werden. Dabei wird sie in dem Kühlraum eingesperrt und auch Kopper, der vor dem Firmengelände auf sie gewartet hatte, wird in den Kühlraum gebracht, nachdem er zuvor niedergeschlagen worden ist. Den Eingesperrten gelingt es, mit dem Feuerzeug Alarm auszulösen und unbemerkt zu fliehen.
Als Odenthal Elke Schmitz’ Wohnung beobachtet, sieht sie, wie ein Mann in die Wohnung geht. Unter dem Vorwand, sie erneut befragen zu wollen, sucht die Kommissarin die junge Frau auf, kann dort aber niemanden finden, jedoch entdeckt sie eine Visitenkarte des Psychiaters Schmitz-Graeter. Eine weitere Beobachtung der Wohnung ergibt, dass ein Mann mit einer großen Kiste unter dem Arm das Haus verlässt. Peter Becker ist es inzwischen gelungen, die Reifenspuren vom Tatort dem Wagen von Elke Schmitz zuzuordnen. Beim Verhör gesteht sie, dass sie Steffis Rechner gestohlen und verbrannt habe, weil sie nicht gewollt habe, dass Steffis Videos veröffentlicht werden. Bei einem darauf folgenden Streit in der Firma sei Steffi dann die Treppe hinuntergestürzt und habe sich dabei das Genick gebrochen. Sie habe daraufhin die Leiche zur Brücke gefahren und hinuntergeworfen. Nachdem es Elke Schmitz nicht gelingt, die Polizistin, die das Opfer darstellt, über die Leitplanke zu wuchten, ist offensichtlich, dass die junge Frau einen Komplizen gehabt haben muss. Dennoch schweigt sie hartnäckig. Eine weitere Einvernahme des Psychiaters ergibt, dass er der Halbbruder von Schmitz ist und nicht Steffi, sondern seine Schwester Elke an Depressionen und Verfolgungswahn leidet. Auslöser hierfür war vor allem das Verhältnis, das sie mit ihrem Chef Holger Hermanns hatte, das von diesem beendet wurde.
Man beschlagnahmt sämtliche Rechner der Firma Metropol und Peter Becker gelingt es, den Rechner von Steffi Schmitz zu identifizieren. Holger Hermanns bestreitet bei seiner Vernehmung im Revier sämtliche Vorwürfe. Odenthal gelingt es, Elke Schmitz dazu zu bewegen, alles zu gestehen. Unter Tränen berichtet sie, dass Steffi beim Sturz von der Treppe nicht tot, sondern nur schwer verletzt gewesen sei. Sie habe daraufhin Holger Hermanns benachrichtigt und um Hilfe gebeten. Er habe dann die Gelegenheit genutzt und habe Steffi das Genick gebrochen und die Leiche von der Brücke geworfen.

## Hintergrund
Vor der Fernsehausstrahlung wurde Tödliche Häppchen am 2. Dezember 2011 bei der Filmschau Baden-Württemberg aufgeführt.

## Rezeption

### Einschaltquoten
Bei der Erstausstrahlung erreichte der Film mit 8,39 Millionen Zuschauern einen Marktanteil von 22,2 Prozent. Tödliche Häppchen war damit am 1. Januar 2012 die meistgesehene Sendung im deutschen Fernsehen. Bei den Zuschauern unter 49 Jahren lag der Marktanteil bei 15,8 Prozent.

### Kritik
„Was hat es mit dem Tod einer Schlachthofangestellten auf sich? ‚Tödliche Häppchen‘ wird zum Plädoyer gegen die Fleischfresssucht, die gepaart mit der deutschen Schnäppchen-Mentalität besondere Bauchschmerzen bereiten kann. Der Film von Josh Broecker ist kein Vehikel für verbal geführte Botschaften – dafür sind die Bilder aus der Fleischfabrik zu eindringlich und die kleinen Dramen zwischen Social Network und Psychotherapie zu abwechslungsreich und zu gut gespielt. Endlich mal ein passabler Odenthal-‘Tatort’!“

„In der ‘Tatort’-Episode ‚Tödliche Häppchen‘ geht es am Neujahrssonntag um Machenschaften in einer Ludwigshafener Großschlachterei. Zwischen Schweinehälften und Pressfleisch ermitteln Lena Odenthal (Ulrike Folkerts) und Mario Kopper (Andreas Hoppe) in einem Mordfall. Getötet wurde eine Polit-Aktivistin, die offensichtlich einer echten Schweinerei auf der Spur war. […] So wird in ‚Tödliche Häppchen‘ (Buch: Frauke Hunfeld, Regie: Josh Broecker) nach Frauenfußball und Genitalverstümmelung ein weiteres großes Thema gedreht und gewendet, bis am Ende ein einschläfernder Redlichkeitskrimi rauskommt. […] Da will man sich aus Protest gegen diesen Veggie-Krimi schnell ein Kotelett in die Pfanne hauen.“